# The Best Thing
The Best Thing è un singolo del gruppo musicale australiano Savage Garden, pubblicato il 19 marzo 2001 come settimo e ultimo estratto dall'album Affirmation.

## Tracce
CD Singolo
1. The Best Thing – 4:19
2. Chained to You – 4:08
3. Hold Me (Live) – 4:52

- Extras: "Hold Me" recorded live at the Brisbane Entertainment Centre, 20th and 21st May 2000 as part of the "Affirmation World Tour"

## Classifiche
| Classifica (2001) | Posizione massima |
| ----------------- | ----------------- |
| Regno Unito       | 35                |